# MIÉNK

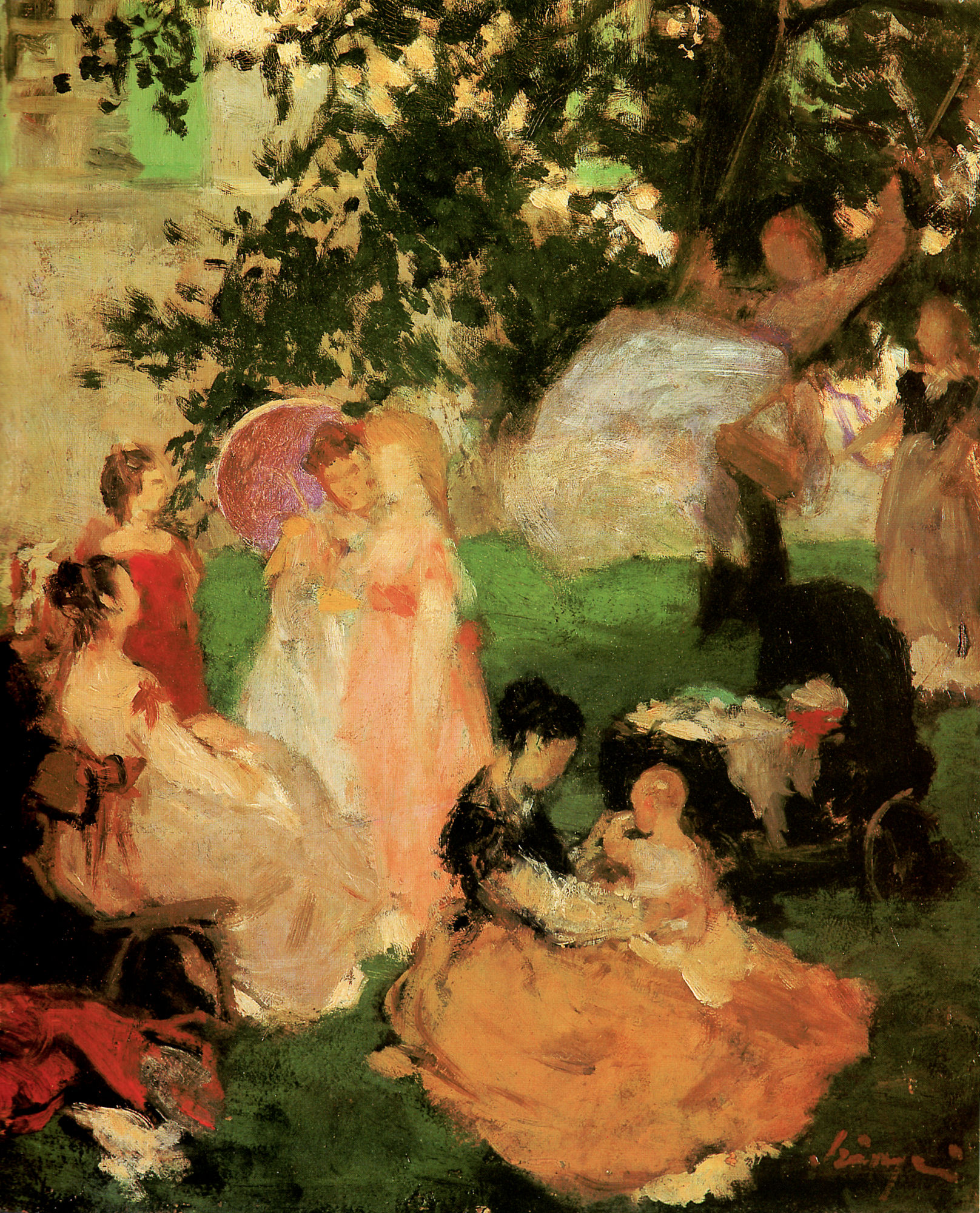
Szinyei Merse Pál A hinta (1869)

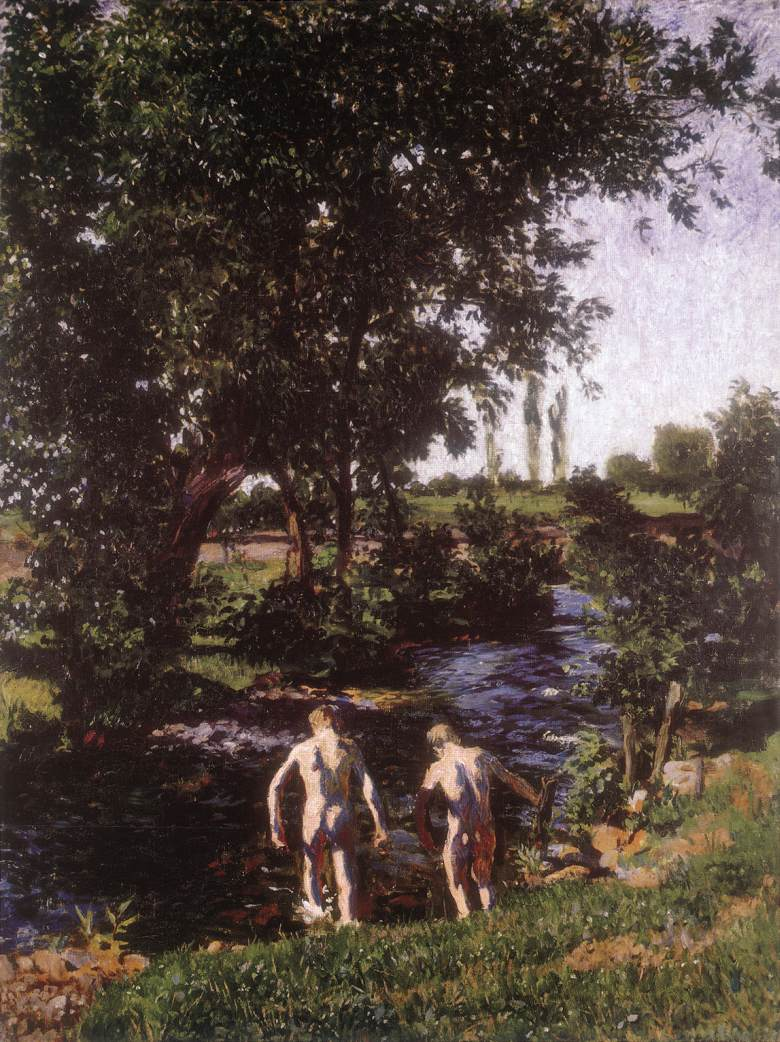
Ferenczy Károly Nyár (1901)

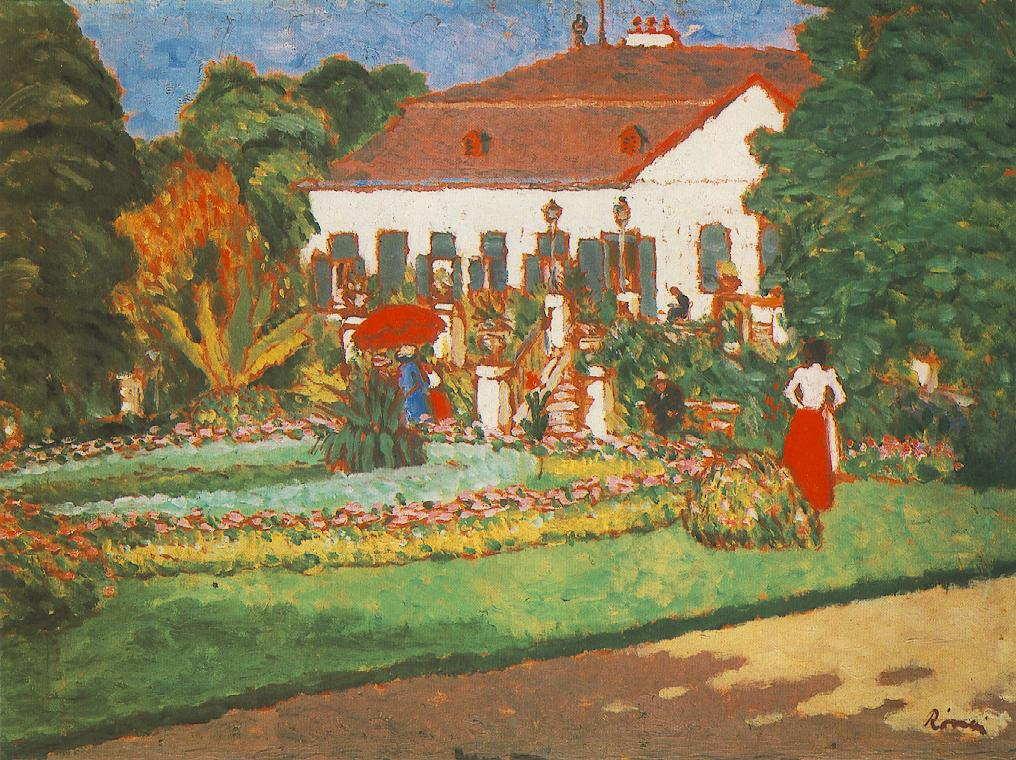
Rippl-Rónai József: A körtvélyesi kastély (c. 1907)

A MIÉNK (Magyar Impresszionisták és Naturalisták Köre) 1908–1911-ig működő művészegyesület.

## Története
Az egyesületet 1907 májusában kezdte szervezni Ferenczy Károly, Szinyei Merse Pál és Rippl-Rónai József, a szervezet megalakulására 17 alapító taggal októberben került sor.
Alapítók voltak, az említetteken túl, Vaszary János, Csók István és Kernstok Károly, a nagybányai iskolát ekkor Iványi-Grünwald Béla, Réti István, Ferenczy Valér, Glatz Oszkár, Kosztolányi (Kann) Gyula képviselte, részt vettek továbbá Fényes Adolf, Magyar Mannheimer Gusztáv, Olgyay Ferenc és Strobentz Frigyesis. A fiatal, Párizst-járt generációból alapító tagnak még csak Czóbel Bélát és Márffy Ödönt vették fel. A névsorból is kitűnik, hogy – miként Rippl-Rónai József fogalmazott – "koalíciós társaság" volt, részt vettek benne az idősebb nagybányaiak éppúgy, mint az alföldi naturalizmus, vagy a magyar Vadak képviselői is. Az egyesület célja a naturalista és az impresszionista festők egyesítése, évente kiállítások rendezése. Elnökké Szinyei Merse Pált választották meg, Törzshelyük a Japán kávéház volt.
Első kiállításukat 1908 januárjában tartották, a másodikat egy évvel később a második tárlatukra már 15 fiatal festőt is meghívtak, jobbára a magyar Vadak köréből. Így a nagybányai neósok közül kiállíthatott Bornemisza Géza, Boromisza Tibor, Galimberti Sándor, Mikola András, Perlrott Csaba Vilmos és Ziffer Sándor, a későbbi Nyolcak festői közül – a MIÉNK-alapító Kernstok, Czóbel és Márffy mellett – Czigány Dezső, Orbán Dezső, Pór Bertalan és Tihanyi Lajos. Ugyancsak szerepelt a kiállításon Gulácsy Lajos. A tárlat fiataljai a Nemzeti Szalonban külön szinten kaptak helyet, és a fauvizmushoz közel álló festményeik felháborodást váltott ki a kritika részéről, s ez a MIÉNK tagságát is megosztotta. Már ekkor sokan tudni vélték – köztük a konzervatív festő-kritikus, Kézdi-Kovács László –, hogy a legmodernebbek hamarosan kiválnak az egyesületből: „Ámde semmi sem állandó. A rossz nyelvek pedig azt rebesgetik, hogy Kernstok egy még újabb szecesszió magva lesz, mely a Miénk-ből kiválik és a „Keresők” címe alatt a hazai ultra-ifjúsággal, művészetünk e fiatal óriásaival, új művész csoportot fog alakítani…"  A Keresők – későbbi nevükön Nyolcak –, az év végén valóban kiváltak a MIÉNK-ből, és Új Képek címen már önállóan mutatták be festményeiket. A MIÉNK 1910-ben mutatta be harmadik tárlatát, immáron a modernek nélkül, és az egyesület még az év folyamán feloszlott. 
(1920-ban azok a MIÉNK-tagok, akik nem léptek be a Nyolcakhoz és később a KÚT-ba, a Szinyei Merse Pál Társaságban találták meg a helyüket).

## Az alapító tagok betűrendben
- Csók István
- Czóbel Béla
- Ferenczy Károly
- Ferenczy Valér
- Fényes Adolf
- Glatz Oszkár
- Iványi-Grünwald Béla
- Kernstok Károly
- Kosztolányi-Kann Gyula
- Magyar Mannheimer Gusztáv
- Márffy Ödön
- Olgyay Ferenc
- Pór Bertalan
- Réti István
- Rippl-Rónai József
- Strobentz Frigyes
- Szinyei Merse Pál
- Vaszary János
- Ziffer Sándor
- Zombory Lajos